# Општина Белиу
Белиу (рум. Beliu) општина је у Румунији у округу Арад.
Oпштина се налази на надморској висини од 134 m.